# ماسيمو بيرتوليني
ماسيمو بيرتوليني (بالإيطالية: Massimo Bertolini)‏ مواليد 30 مايو 1974 في فيرونا، هو لاعب كرة مضرب إيطالي سابق بدأ مسيرته كمحترف سنة 1993 وكان يلعب باليد اليمنى، اعتزل اللعب في 2006. أعلى تصنيف له في الفردي كان المركز الـ 329 في سنة 1995. أعلى تصنيف له في الزوجي كان المركز الـ 36 في سنة 2004. سبق أن شارك في دورة الألعاب الأولمبية الصيفية.

## روابط خارجية
- ماسيمو بيرتوليني على موقع رابطة محترفي التنس (الإنجليزية)
- ماسيمو بيرتوليني على موقع الاتحاد الدولي لكرة المضرب (الإنجليزية)
- ماسيمو بيرتوليني على موقع كأس ديفيز (الإنجليزية)
- ماسيمو بيرتوليني على موقع خلاصة التنس.كوم (الإنجليزية)
- ماسيمو بيرتوليني على موقع إي إس بي إن.كوم (الإنجليزية)
- ماسيمو بيرتوليني على موقع أوليمبيديا (الإنجليزية)